# مجتمع دام و طیور شرکت مرصوص
مجتمع دام و طیور شرکت مرصوص یا چاه چکاوک سبز روستایی در دهستان بهادران بخش مرکزی شهرستان مهریز استان یزد ایران است.

## جمعیت
بر پایه سرشماری عمومی نفوس و مسکن در سال ۱۳۹۵ جمعیت این روستا ۱۲ نفر (۴خانوار) بوده‌است.